# Ludwig Rottenberg

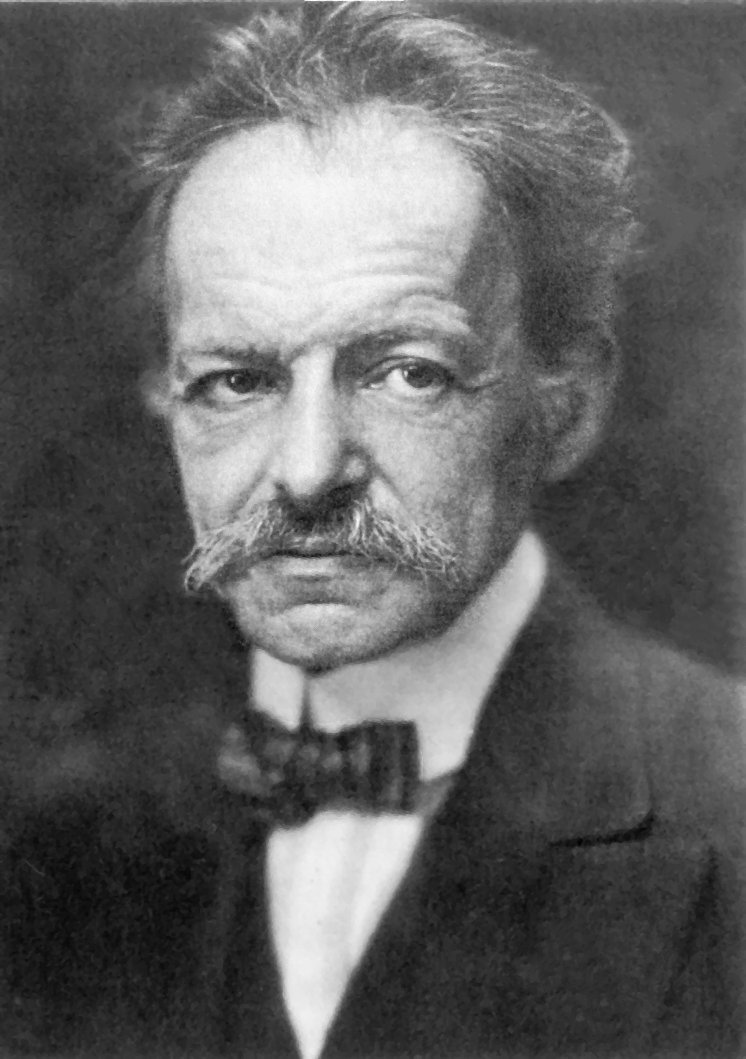
Ludwig Rottenberg

Ludwig Rottenberg (* 11. Oktober 1864 in Czernowitz als Lazar Rottenberg; † 6. Mai 1932 in Frankfurt am Main) war ein österreichisch-deutscher Jurist, Komponist und Dirigent.

## Leben und Werk
Rottenberg entstammte einer deutschsprachigen jüdischen Familie aus Czernowitz, der Hauptstadt der Bukowina, das damals zur Österreichisch-Ungarischen Monarchie gehörte. Sein Vater war der Advokat David Rottenberg (um 1830–1884), seine Mutter Bertha geb. Rothenberg. Er studierte Jura und Musik in seiner Heimatstadt bei Vojtěch Hřímalý, später am Konservatorium in Wien bei Eduard Hanslick (Musikästhetik), Eusebius Mandyczewski (Musiktheorie), Julius Epstein (Klavier) und Robert Fuchs (Komposition). 1887 wurde er in Wien zum Dr. iur. promoviert.
Ab 1888 dirigierte er im Orchesterverein der Gesellschaft der Musikfreunde in Wien und arbeitete als Liedbegleiter. An der Oper in Brünn erhielt er 1891 sein erstes festes Engagement.
1892 bewarb sich Rottenberg als Nachfolger von Felix Dessoff als Erster Kapellmeister an der Oper Frankfurt. Dabei setzte er sich aufgrund der Empfehlungen von Johannes Brahms und Hans von Bülow gegen zwei prominente Wettbewerber, Richard Strauss und Felix Mottl, durch. 
Von der Spielzeit 1893/94 bis 1926 blieb Rottenberg als Erster Kapellmeister an der Frankfurter Oper. Während dieser Zeit arbeitete er mit sechs Intendanten zusammen, darunter sehr intensiv mit Emil Claar, und entwickelte die Frankfurter Oper zu einer der führenden Bühnen ihrer Zeit. Unter seiner Leitung wurden zahlreiche zeitgenössische Werke inszeniert, darunter die Uraufführungen der Opern Der ferne Klang (1912), Das Spielwerk und die Prinzessin (1913), Die Gezeichneten (1918) und Der Schatzgräber (1920) von Franz Schreker sowie Dornröschen (1902) von Engelbert Humperdinck, Die ersten Menschen (1920) von Rudi Stephan, Sancta Susanna (1922) von Paul Hindemith und Der Sprung über den Schatten (1924) von Ernst Krenek. Weitere bedeutende Aufführungen, zum Teil als deutsche Erstaufführungen, waren Hans Pfitzners Der arme Heinrich (1897), Claude Debussys Pelléas et Mélisande (1907), Richard Strauss’ Elektra (1909) und weitere Werke von Ferruccio Busoni, Leoš Janáček, Béla Bartók und Paul Hindemith.
Auch ein eigenes Werk Rottenbergs wurde 1915 an der Frankfurter Oper uraufgeführt, der 1913 entstandene Einakter Die Geschwister nach einer Dichtung von Johann Wolfgang von Goethe. Rottenberg komponierte darüber hinaus vor allem Lieder und Klavierwerke.
Von 1906 bis 1921 leitete Rottenberg auch die Museumskonzerte der Frankfurter Museumsgesellschaft. 1924 übernahm Clemens Krauss die künstlerische Leitung der Frankfurter Oper. Zum Ende der Spielzeit 1925/26 schied Rottenberg ganz aus dem Spielbetrieb aus.
Rottenberg war verheiratet mit Theodore Adickes (1875–1945), einer Tochter des Frankfurter Oberbürgermeisters Franz Adickes. Das Paar hatte zwei Töchter: Gabriele (1898–1987) heiratete 1920 den Arzt und Rundfunkpionier Hans Flesch (1896–1945, verschollen), Gertrud Rottenberg (1900–1967) heiratete 1924 den Komponisten Paul Hindemith. Gertrud dürfte gezeugt worden sein, während Ludwig Rottenberg sich zwischen 15. Oktober und 22. November 1899 beruflich in Wien aufhielt. Theodore hatte eine intime Beziehung mit dem Journalisten Paul Goldmann, der bei seinem Freund Arthur Schnitzler nach Möglichkeiten eines Schwangerschaftsabbruchs erkundigte.

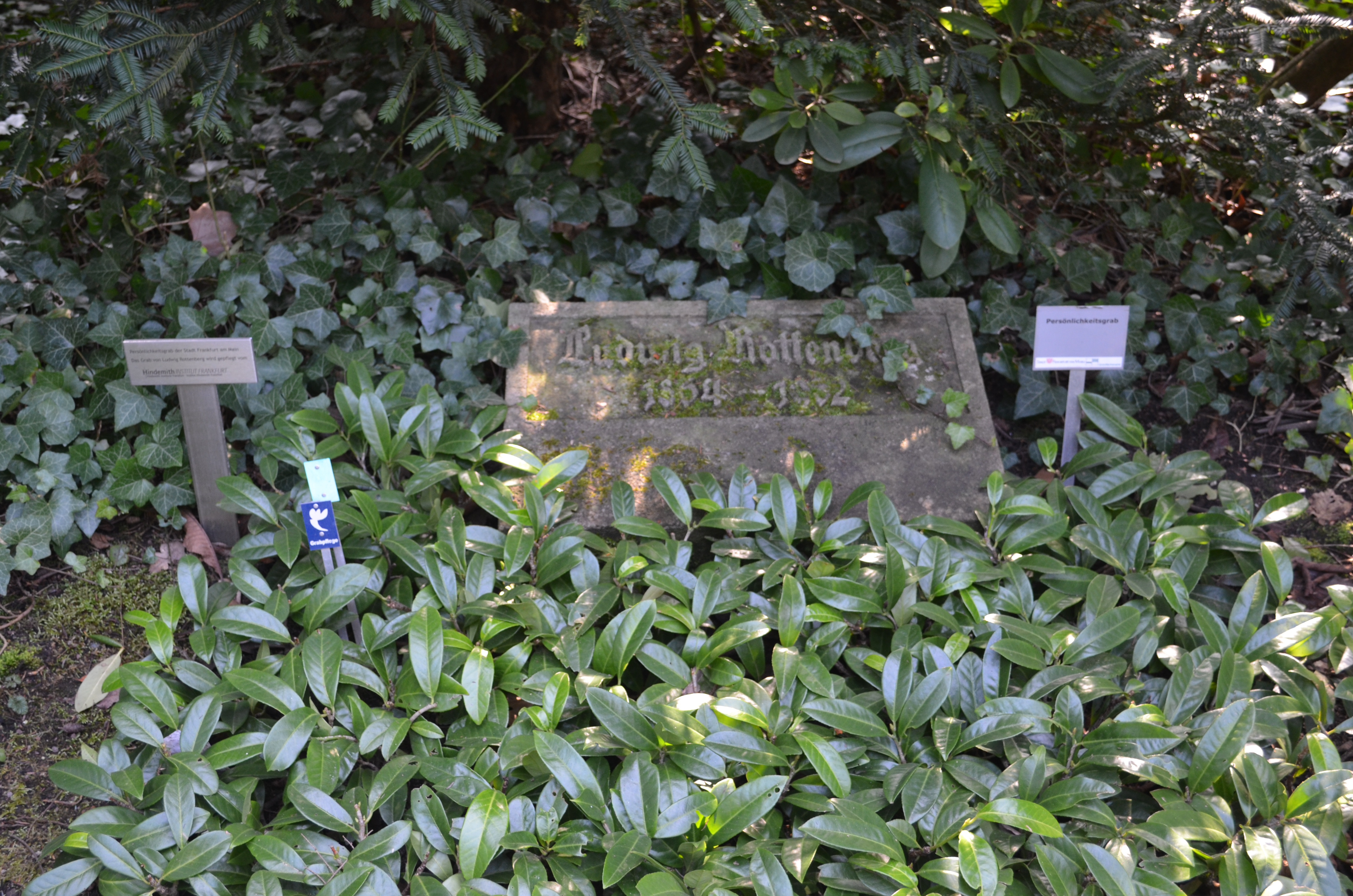
Grabstätte Rottenbergs auf dem Hauptfriedhof

In den letzten Jahren seines Lebens unterrichtete Rottenberg am Hoch’schen Konservatorium. Er erkrankte 1929 an Kehlkopfkrebs und starb am 6. Mai 1932 in Frankfurt am Main. Sein Grab befindet sich auf dem Hauptfriedhof (Gewann II GG 29), sein literarischer Nachlass in der Universitätsbibliothek Johann Christian Senckenberg.

## Ausstellungen
- 2014: Ludwig Rottenberg (1864–1932). Ein Leben für die Frankfurter Oper der Fondation Hindemith im Hindemith Kabinett im Kuhhirtenturm in Frankfurt am Main.